# ألفرد بويد
ألفرد بويد هو سياسي كندي، ولد في 20 سبتمبر 1835 في إنجلترا في المملكة المتحدة، وتوفي بنفس المكان في 16 أغسطس 1908. انتخب member of the Legislative Assembly of Manitoba ‏ (27 ديسمبر 1870 – 23 ديسمبر 1874) وانتخب Premier of Manitoba ‏ (16 سبتمبر 1870 – 14 ديسمبر 1871).